# District de Jiangdong (Ningbo)
Pour les articles homonymes, voir Jiangdong (homonymie).
Le district de Jiangdong (江东区 ; pinyin : Jiāngdōng Qū) est une subdivision administrative de la province du Zhejiang en Chine. Il est placé sous la juridiction de la ville sous-provinciale de Ningbo.

## Économie
Quelques entreprises representatives du district sont par exemple:
- la biscuiterie Riying: http://www.nbryfood.com/en/index.php
- Fabricant de cuves pour brasseries fondé en 2002 par l'ingénieur Sun Hui Guang: http://nbshgm.en.china.cn/